# 安羅
| 三国時代の朝鮮半島左は韓国の教科書で一般的な範囲（375年頃）、右は日本の教科書で一般的な範囲（4～5世紀半ば）。半島西南部の解釈には諸説がある。 |  | 三国時代の朝鮮半島左は韓国の教科書で一般的な範囲（375年頃）、右は日本の教科書で一般的な範囲（4～5世紀半ば）。半島西南部の解釈には諸説がある。 |
| 三国時代の朝鮮半島左は韓国の教科書で一般的な範囲（375年頃）、右は日本の教科書で一般的な範囲（4～5世紀半ば）。半島西南部の解釈には諸説がある。 |  | |

安羅（あら）は、3世紀から6世紀中頃にかけて、現在の韓国の咸安郡に存在していた小国家。任那や伽耶を構成する国の1つであった。

## 概要
安羅の名前が初めて登場するのは、広開土王碑文である。これによれば、400年頃の朝鮮半島には、任那加羅や安羅など多くの国（加羅諸国）があり、この2国が代表的な国で、侵入してきた高句麗軍に反撃するほどの強力な軍事力があった。また、これらの加羅諸国は、倭と協力して、高句麗、新羅と対立していた。
『日本書紀』での初見は、神功皇后49年（369年か）春3月条である。これによると、神功皇后に遣わされた荒田別・鹿我別によって、他の加羅諸国と共に平定されたという。
継体天皇23年3月（529年か）には、近江毛野が遣わされ、百済からは将軍君尹貴、麻那甲背、麻鹵などが派遣され、新羅からは位の高い人は派遣されず、夫智奈麻礼、奚奈麻礼などが派遣され、毛野の「詔勅」を伝えられたという。
欽明天皇2年4月（541年か）には、安羅の次旱岐夷呑奚、大不孫、久取柔利は任那日本府の吉備臣（欠名）とともに百済に行き、任那復興についての聖明王の詔書を聴き受けたという。
同年7月には、百済が任那日本府と新羅が計略を通わしているという情報を手に入れたため、前部奈率鼻利莫古、奈率宣文、中部奈率木刕眯淳、紀臣奈率弥麻沙らが安羅に派遣され、任那の再建について話し合われた。また、任那日本府の河内直や移那斯、麻都の排除が主張された。
欽明天皇5年3月（544年か）条によれば、安羅人は日本府を天（父）と思っており、「百済本記」によれば、任那は安羅を父と、日本府を本と思っていたとされる。また、印支弥とともに任那日本府の構成員であった阿鹵旱岐（あろかんき）は「安羅の旱岐」であると考えられている。
欽明天皇13年5月8日（552年か）には、百済、加羅、安羅は中部德率木刕今敦、河内部阿斯比多などを日本に派遣して「高句麗と新羅は臣国（わたしの国）と任那を滅ぼそうとしているため、兵を借りて、先に高句麗と新羅を攻めたいと思います」と主張した。
欽明天皇23年（562年か）1月には、他の任那構成国とともに新羅に滅ぼされた。

## 任那日本府との関係
任那日本府に関する記事は、説話的な要素を含んだ雄略天皇紀を除くと、欽明2年から15年、（541年から554年）の間のみに見られる。この頃には、任那の内、金官地方は新羅に併合されていたため、任那日本府の実態は「安羅日本府」であったと考えられる。また、「任那日本府」の古訓は「ミマナノヤマトノミコトモチ（任那倭宰）」であり、実態を表す言葉としては、「在安羅諸倭臣等（アラニハベルモロモロノヤマトノマエツギミタチ）」が正しいと考えられる。